# Lynn Williams (velejador)
Lynn Alfred "Lindsay" Williams III (Evanston, 29 de junho de 1939) é um velejador estadunidense, medalhista olímpico. Ele competiu nos Jogos Olímpicos de Verão de 1964 na classe Star e conquistou a medalha de prata na disputa a bordo do Glider com Richard Stearns.
Ele estudou na Universidade de Chicago e depois trabalhou como engenheiro. Seu pai Herbert Williams também era velejador, foi campeão olímpico na classe Star em Melbourne em 1956.